# Jan Maksymilian Fredro
Jan Maksymilian Fredro, né en 1783 à Surochow en Pologne et décédé le 15 février 1845 à Paris, est un général de brigade de l'armée polonaise du Royaume du Congrès, qui a participé aux campagnes napoléoniennes de 1812 à 1814 en tant que colonel dans l'armée napoléonienne, membre du Conseil d'administration et du Conseil d'État du Royaume polonais, traducteur, dramaturge, critique de théâtre et poète. Il fut également aide de camp du tsar Alexandre Ier de Russie en 1816 et maréchal de la Cour du Royaume de Pologne.

## Biographie
Fils de Jacek Fredro (pl), propriétaire d'origine galicienne, membre de la Diète, vice-président (1817) et grand-Garde de la Couronne du Royaume de Galicie et de Marianne Dembinski et frère d'Aleksander Fredro écrivain de comédies.
En 1806, il rejoint le 2e régiment d'infanterie de volontaires du Duché de Varsovie et devient rapidement adjudant-chef de l'état-major général et participe aux campagnes de l'Empire dans deux régiments de lanciers.
En 1807, il est décoré de la Croix de l'Ordre militaire de Virtuti Militari.
En 1813, il est nommé colonel du 9e régiment de chevau-légers lanciers.
Après la chute de l'Empire Français, il démissionne du service français et rejoint l'armée du Royaume de Pologne, où il devient, en 1816, aide de camp du tsar Alexandre Ier de Russie.
Rentré en Pologne, il participe à la vie culturelle de son pays et publie en tant qu'auteur dramatique Harald en 1827.
Devenu général de brigade de l'armée polonaise du Royaume du Congrès il est contraint à l'exil en France en raison de son implication dans l'insurrection de novembre 1830. Le Royaume du Congrès, le nomme maréchal de la Cour du Royaume de Pologne et le décore de l'ordre de Saint-Stanislas.
Il a été membre puis vénérable d'une loge maçonnique à Varsovie.
Il meurt à Paris le 15 février 1845.